# Ермолаев, Владимир Иванович (Герой Советского Союза)
Влади́мир Ива́нович Ермола́ев (6 октября 1923, с. Кера — 26 июня 2000, Гулькевичи, Краснодарский край) — Герой Советского Союза (10 апреля 1945), подполковник (1975), военный лётчик 1-го класса (1953).

## Биография
Родился 6 октября 1923 года в селе Кера (ныне — Нижнеломовского района Пензенской области). Русский.
В 1940 году окончил 9 классов школы в городе Сталинград (ныне — Волгоград).
В армии с февраля 1941 года. В феврале 1942 года окончил Одесскую военную авиационную школу лётчиков. Служил лётчиком в 106-м штурмовом авиационном полку (в Среднеазиатском военном округе). С июня 1942 года — лётчик 8-го и 12-го запасных авиационных полков (в Саратовской и Куйбышевской областях); занимался подготовкой лётчиков на истребителях.
Участник Великой Отечественной войны: в сентябре 1943 — мае 1945 — лётчик, старший лётчик 735-го (с февраля 1944 года — 143-го гвардейского) штурмового авиационного полка. Воевал на Степном, 2-м и 1-м Украинских фронтах. Участвовал в освобождении Полтавы, битве за Днепр, Кировоградской, Корсунь-Шевченковской, Уманско-Ботошанской, Львовско-Сандомирской, Сандомирско-Силезской, Нижне-Силезской, Верхне-Силезской, Берлинской и Пражской операциях. За время войны совершил более 125 боевых вылетов на штурмовике Ил-2.
За мужество и героизм, проявленные в боях, Указом Президиума Верховного Совета СССР от 10 апреля 1945 года гвардии лейтенанту Ермолаеву Владимиру Ивановичу присвоено звание Героя Советского Союза с вручением ордена Ленина и медали «Золотая Звезда».
После войны продолжал службу в полку (в Центральной группе войск, Австрия). В 1946 году окончил курсы при Липецкой высшей офицерской лётно-тактической школе. Был начальником воздушно-стрелковой службы полка (в Центральной группе войск, Австрия). С 1947 года — лётчик, помощник штурмана полка, командир звена, штурман и командир авиаэскадрильи (в Одесском военном округе). С декабря 1955 года — помощник командира истребительного авиаполка по огневой и тактической подготовке, с мая 1957 года — помощник командира 6-й гвардейской истребительной авиадивизии по огневой и тактической подготовке (в Группе советских войск в Германии). С марта 1958 года майор В. И. Ермолаев — в запасе.
Жил в городе Грозный. Работал инженером отдела эксплуатации Чечено-Ингушского стройтрансуправления. С 1991 года жил в городе Морозовск Ростовской области. Умер 26 июня 2000 года, похоронен в городе Гулькевичи Краснодарского края.

## Награды и звания
- Герой Советского Союза (10.04.1945);
- орден Ленина (10.04.1945);
- 3 ордена Красного Знамени (17.08.1944, 25.04.1945, 22.02.1955);
- 2 ордена Отечественной войны 1-й степени (12.02.1944, 11.03.1985);
- 2 ордена Красной Звезды (4.11.1943, 30.12.1956);
- медаль «За боевые заслуги» (30.04.1954);
- другие медали.